# CITIC Limited
CITIC Limited — гонконгский финансово-промышленный конгломерат, 58 % акций принадлежит китайской группе CITIC. Основным направлением деятельности являются финансовые услуги, предоставляемые через China CITIC Bank, на них приходится три четверти прибыли конгломерата; далее следуют промышленное производство, недвижимость, добыча полезных ископаемых и энергетика. Штаб-квартира находится в Гонконге в офисном комплексе CITIC Tower.

## История
Международная китайская инвестиционная корпорация по управлению имуществом (CITIC) была основана в 1979 году в Пекине для реализации «Политика реформ и открытости». После 1984 года, когда было достигнуто соглашение с Великобританией о передаче Гонконга под юрисдикцию КНР в 1997 году, укрепление экономических связей материкового Китая с Гонконгом стало одной из основных задач CITIC. В 1987 году была создана дочерняя инвестиционная компания CITIC Hong Kong, её возглавил сын основателя CITIC Ларри Юн. Первыми приобретениями стали пакеты акций ведущей авиакомпании Гонконга Cathay Pacific и телекоммуникационной компании Hong Kong Telecommunications. В 1990 году был куплен контрольный пакет акций небольшой компании Tylfull, ей была передана часть активов CITIC Hong Kong и она была переименована в CITIC Pacific; эта компания унаследовала от Tylfull листинг на Гонконгской фондовой бирже, но контролировалась CITIC Hong Kong. Новая компания начала пополнять своё инвестиционное портфолио: была увеличена доля в Cathay Pacific до 12,5 %, куплены 38,3-процентная доля в другой авиакомпании Гонконга, Dragonair, и 20-процентная доля в телефонной компании Макао, а также на HK$ 647 млн гонконгской недвижимости.
Однако CITIC Pacific оставалась незаметной на фоне ведущих торговых домов Гонконга (известных  как «hong»): Jardine Matheson, Hutchison Whampoa, Swire Pacific и Wharf Holdings. В 1991 году компания вошла с долей 36 % в консорциум, купивший за HK$ 7 млрд частную компанию Hang Chong, которой принадлежало множество объектов недвижимости в Гонконге, Японии и США, а также торговая компания Dah Chong Heng, на которую приходилось 40 % рынка торговли автомобилями в Гонконге. В начале 1992 года CITIC Pacific выкупила доли партнёров по консорциуму, оборот компании за год вырос с HK$ 118 млн до HK$ 7,8 млрд. В 1993 году компания вошла в Hang Seng Index, основной индекс Гонконгской фондовой биржи. Оборот в этом году превысил HK$ 10 млрд, рыночная капитализация составила HK$ 24 млрд, приобретения включали участки под строительство в Дискавери-Бэй и доли в тоннелях, соединяющих остров Гонконг с полуостровом Цзюлун (Истерн-Харбор-Кроссинг и Вестерн-Харбор-Кроссинг.
К 1995 году рост компании замедлился, поскольку начала возрастать конкуренция со стороны других компаний из материкового Китая, кроме того, торговая дочерняя компания Dah Chong Heng стабильно приносила убытки. В начале 1996 года возникла новая проблема — Китайская национальная авиационная корпорация (КНАК) объявила о намерении создать новую авиакомпанию в Гонконге, таким образом потеснив авиакомпании, в которых была доля CITIC Pacific. Проблему удалось решить, продав КНАК часть акций Dragonair.
В 2006 году компания начала реализацию проекта Sino Iron, разработки железной руды (магнетита) на северо-западе Австралии. Первоначальная смета проекта составляла $2 млрд, но к 2012 году, когда начал работу концентратор, достигла $8 млрд (при этом была готова только одна линия из 6). CITIC Pacific получил лицензию на добычу 3 млрд т руды, проект включает строительство электростанции на 450 МВт, опреснительной станции на 70 млн л в сутки, порта и другой инфраструктуры.
В 2008 году CITIC Pacific оказалась в центре скандала, когда на спекуляциях с австралийским долларом потеряла HK$ 15 млрд ($2 млрд). В результате скандала были уволены два сотрудника компании, а в 2009 году подал в отставку председатель правления CITIC Pacific Ларри Юн. В 2017 году Трибунал по биржевым нарушениям (Market Misconduct Tribunal) принял решение о прекращении расследования ввиду отсутствия со стороны компании каких-либо нарушений биржевого регламента. Осуждён был только заместитель финансового директора за инсайдерскую торговлю: он продал значительный пакет акций CITIC Pacific за несколько дней до официального объявления о крупных убытках, после этого объявления курс акций компании упал в два раза.
В 2014 году гонконгская компания за 227 млрд юаней ($36 млрд) приобрела у CITIC большинство активов материнской группы (в первую очередь China CITIC Bank), в связи с чем название было изменено на CITIC Limited; число сотрудников возросло с 36 500 до 125 тысяч. В 2015 году японская торговая компания Itochu и таиландский конгломерат Charoen Pokphand приобрели по 10 % акций CITIC Limited.
В 2016 году была продана дочерняя компания, владеющая жилой недвижимостью в материковом Китае, её купила другая китайская компания, China Overseas Land & Investment, за 31 млрд юаней ($4,5 млрд). У CITIC Limited в материковом Китае осталось значительное портфолио коммерческой недвижимости.
В начале 2017 года консорциум из CITIC Limited и The Carlyle Group за $2,08 млрд купил 80-процентную долю прав на сеть McDonald's в Гонконге и материковом Китае (20 % остались у McDonald’s).
В сентябре 2018 года за $556 млн была куплена доля в канадской горнодобывающей компании Ivanhoe Mines; дочерняя компания CITIC Metal стала крупнейшим акционером Ivanhoe с долей 19,5 %. Основным направлением деятельности Ivanhoe Mines является добыча меди, золота и металлов платиновой группы в Демократической Республике Конго и Южно-Африканской Республике.
В начале 2019 года были объединены две сталелитейные компании, в которых у CITIC Limited были контрольные пакеты акций, Daye Special Steel и Xingcheng Special Steel. Сумма сделки составила 23,18 млрд юаней ($3,3 млрд). Основной продукцией обеих компаний является специальная сталь (высококачественные ферросплавы), производительность Daye составляет 2 млн т в год, Xingcheng — 6,9 млн т в год.

## Деятельность

### Финансовые услуги
Активы подразделения финансовых услуг на 2018 год составляли HK$ 7,07 трлн (из HK$ 7,7 трлн компании), выручка — HK$ 202,9 млрд, чистая прибыль — HK$ 41,7 млрд. Основными дочерними структурами являются:
- China CITIC Bank (банк, 65,97 %);
- CITIC Trust (компания по управлению трастовыми фондами, 100 %);
- CITIC-Prudential (страховая компания, совместное предприятие с Prudential plc, 50 %);
- CITIC Securities (инвестиционный банкинг, управление активами, 16,5 %)[2].

### Минеральные ресурсы и энергетика
Активы подразделения на 2018 год составляли HK$ 132 млрд, выручка — HK$ 78,7 млрд, чистая прибыль — HK$ 2,1 млрд. Добыча нефти в 2018 году составляла 49,4 тысячи баррелей в сутки (в основном в Казахстане, Каражанбасмунай), производство электроэнергии на тепловых (угольных) электростанциях составила 30,9 млрд кВт-часов. Добыча руд металлов ведётся, помимо КНР, в Перу (медь), Бразилии (ниобий), Австралии и странах Африки. Основные дочерние структуры:
- CITIC Resources (участие в добыче нефти и угля, добыче бокситов и производстве алюминия, добыче и переработке марганца, импорта и экспорта минерального сырья; 59,5 %);
- CITIC Mining International (добыча магнетита в Австралии, 100 %);
- CITIC Metal Group (инвестиции в проекты по добыче минерального сырья, торговля сырьём, 100 %);
- Sunburst Energy (финансирование и управление электростанциями, 100 %)[2].

### Промышленное производство
Активы подразделения на 2018 год составляли HK$ 135 млрд, выручка — HK$ 122 млрд, чистая прибыль — HK$ 6 млрд. Основные дочерние компании:
- CITIC Pacific Special Steel (сталелитейная компания, 4 комбината общей производительностью 13 млн т в год, 90 %);
- CITIC Dicastal (крупнейший в мире производитель алюминиевых дисков и других комплектующих для автомобилей, 25 заводов в КНР, Северной Америке и Европе, 58 млн дисков и 110 тысяч т литых деталей в год, 100 %);
- CITIC Heavy Industries (производитель промышленного оборудования и роботов, 67,27 %)[2].

### Строительство
Активы подразделения на 2018 год составляли HK$ 55,4 млрд, выручка — HK$ 19,7 млрд, чистая прибыль — HK$ 2 млрд. Компания выступает подрядчиком при строительстве жилых зданий и промышленных объектов в КНР и других странах. По стоимости контрактов 44 % приходится на Африку (Ангола, Алжир, Тунис), 18 % — на Латинскую Америку (Венесуэла), 15 % — на Европу (Великобритания, Белоруссия), 12 % — на КНР, 11 % — на остальную Азию (Казахстан, Шри-Ланка, Мальдивы). Основные дочерние компании:
- CITIC Construction (строительный подрядчик, 100 %);
- CITIC Engineering (проектирование, 100 %)[2].

### Недвижимость
Активы подразделения на 2018 год составляли HK$ 154,6 млрд, выручка — HK$ 9 млрд, чистая прибыль — HK$ 5,4 млрд. Занимается строительством жилой и офисной недвижимости в КНР (включая Гонконг); включает CITIC Tower (самое высокое здание в Пекине), CITIC Square (Шанхай), Capital Mansion (Пекин), International Building (Пекин), CITIC Tower (Гуанчжоу). Основные дочерние компании:
- CITIC Pacific Properties (100 %);
- CITIC Urban Development & Operation (100 %)[2].

### Прочее
Активы подразделения на 2018 год составляли HK$ 151 млрд, выручка — HK$ 100,9 млрд, чистая прибыль — HK$ 2 млрд. Включает телекоммуникации, инфраструктурные проекты, оптовую и розничную торговлю, сельское хозяйство, издательское дело и авиацию. Основные дочерние структуры:
- CITIC Telecom International (международная телекоммуникационная компания, 59,33 %);
- Dah Chong Hong (торговая компания, 56,97 %);
- CITIC Industrial Investment (инвестиционная компания, 100 %);
- CITIC Environment (очистка воды, переработка твёрдых отходов, энергосберегающие технологии в КНР, Сингапуре, Казахстане, 100 %)[2].

|                     | 2007  | 2008   | 2009  | 2010  | 2011  | 2012  | 2013  | 2014  | 2015  | 2016  | 2017  | 2018  |
| ------------------- | ----- | ------ | ----- | ----- | ----- | ----- | ----- | ----- | ----- | ----- | ----- | ----- |
| Выручка             | 38,53 | 46,42  | 46,41 | 70,61 | 96,89 | 93,27 | 104,4 | 402,1 | 395,3 | 381,7 | 450,5 | 533,3 |
| Чистая прибыль      | 11,57 | -11,75 | 6,829 | 10,19 | 10,98 | 8,248 | 7,588 | 39,83 | 41,81 | 43,15 | 43,90 | 50,24 |
| Активы              | 91,36 | 113,0  | 131,0 | 149,8 | 169,8 | 196,5 | 210,5 | 5948  | 6803  | 7239  | 7521  | 7661  |
| Собственный капитал | 64,70 | 56,01  | 65,24 | 74,14 | 88,01 | 91,87 | 108,3 | 432,0 | 492,9 | 491,0 | 551,0 | 558,5 |